# South African Human Rights Commission

La Commission sud-africaine des droits humains ou Commission sud-africaine des droits de l'homme  (en anglais : South African Human Rights Commission, abrégée en SAHRC) a été mise sur pied en octobre 1995 en tant qu'institution indépendante. Elle tire son mandat de la Constitution sud-africaine, à travers la loi de 1994 sur la Commission des droits de l'homme. Elle fait partie des institutions mises sur pied au chapitre neuf de la Constitution sud-africaine, soit les institutions créées après la fin l'apartheid afin de consolider la démocratie et de garantir le respect des droits humains dans le pays.

## Mandat
La SAHRC est chargée de surveiller, à la fois de manière proactive et par le biais de plaintes déposées devant elle, les violations des droits de l'homme et de demander réparation pour ces violations. La Commission est également chargée de faire des recommandations à l’État pour garantir le respect des droits humains dans le pays. Enfin, elle a aussi un rôle éducatif, à savoir la sensibilisation de la population sud-africaine au respect des droits humains,.
Il n'est pas dans les prérogatives de la Commission d'enquêter ou de poursuivre des violations des droits humains ayant eu lieu avant le 27 avril 1994, soit avant le jour des premières élections nationales et non raciales au suffrage universel.

## Organisation
La commission a son siège a Braamfountein. Elle dispose également d'antennes dans les différentes provinces. Les membres de la Commission sont élus par le parlement pour 7 ans et peuvent être réélus à ce poste.

## Convention internationale contre la torture et les traitements dégradants
L'Afrique du Sud a signé le Protocole facultatif se rapportant à la Convention contre la torture et autres peines ou traitements cruels, inhumains ou dégradants en 2006 et l'a ratifié en 2019. La Commission sud-africaine des droits humaines est chargée de coordonner les différentes démarches relatives à la prévention de la torture dans le pays, notamment de produire des rapports sur les différents lieux de détention et de communiquer ses conclusions au parlement et aux instances onusiennes.
La torture n'a cependant pas disparu des postes de police, des prisons et des centres de détention en Afrique du Sud,,. La presse dénonce régulièrement des cas de violences policières,.